# Francisco Silvela Le Vielleuze

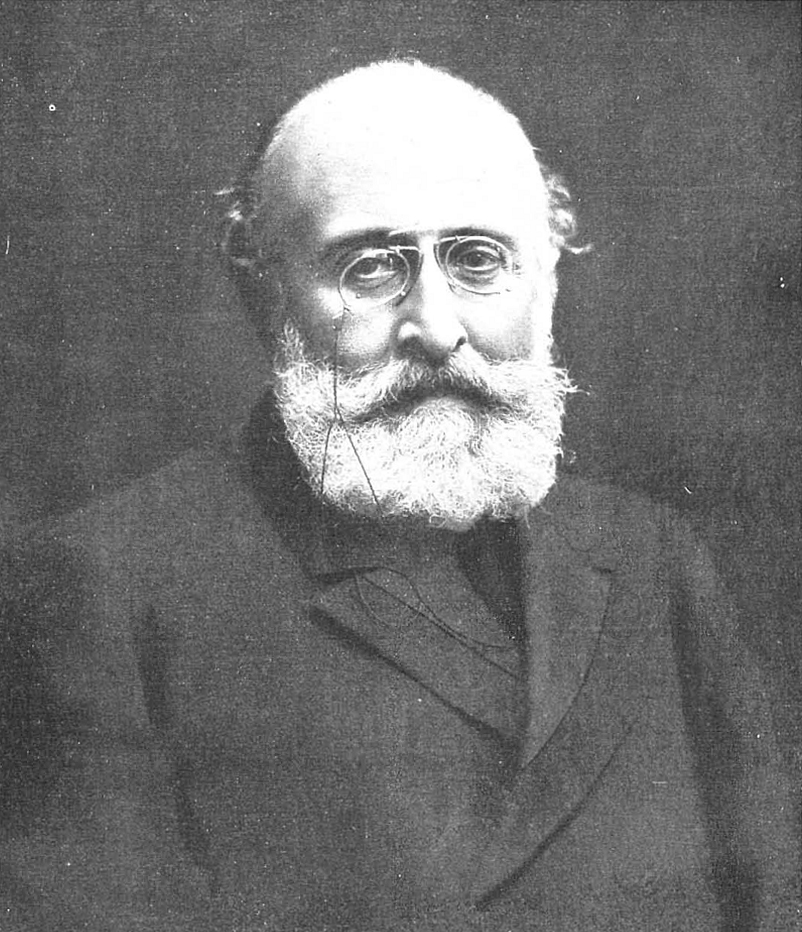
Francisco Silvela Le Villeuze

Francisco Silvela y de Le Vielleuze (* 15. Dezember 1843 in Madrid; † 29. Mai 1905 ebenda) war ein spanischer Politiker und Ministerpräsident Spaniens (Presidente del Consejo de Ministros).

## Biografie

### Studium und Abgeordneter
Der Sohn des Rechtsanwalts Francisco Agustín Silvela y Blanco, der ebenfalls Minister sowie Vizepräsident des Parlaments und Richter am Obersten Gericht (Tribunal Supremo) war, absolvierte ein Studium der Rechtswissenschaften an der Universidad Central de Madrid.
Seine politische Laufbahn begann dann am 15. Januar 1869, als er als Mitglied der Unión Liberal zum Abgeordneten des Parlaments (Congreso de los Diputados)  ernannt wurde und zunächst für zwei Wahlperioden bis April 1872 die Interessen des Wahlkreises Ávila vertrat. Am 20. Januar 1876 wurde er dann wieder zum Abgeordneten des Parlaments gewählt und war bis zu seinem Tode zunächst wieder den Wahlkreis Ávila und zwischenzeitlich von März 1893 bis April 1896 den Wahlkreis Pontevedra vertrat.

### Minister

Francisco Silvela Le Villeuze

Nach der Wiederherstellung der Monarchie (Restauración borbónica) und der Thronbesteigung von König Alfons XII. wurde er 1875 zunächst Unterstaatssekretär im Innenministerium. Am 7. März 1879 wurde er erstmals als Innenminister (Ministro de Gobernación) in die Regierung von Arsenio Martínez-Campos berufen, der er bis zum 9. Dezember 1879 angehörte. Während dieser Zeit führte er mehrere Reformen im Wohlfahrtssystem durch, die jedoch zur Kritik und Gegnerschaft von Francisco Romero Robledo führten, der sowohl sein Vorgänger als auch sein Nachfolger als Innenminister war.
Am 18. Januar 1884 wurde er zum Minister für Gnadengesuche und Justiz (Ministro de Gracia y Justicia) ernannt und gehörte als solcher dem vierten Kabinett von Antonio Cánovas del Castillo bis zum 27. November 1885 an. Nachdem es anschließend nach dem Tode des Königs zum Pakt von El Pardo (Pacto del Pardo) zwischen Cánovas del Castillo und Práxedes Mateo Sagasta kam, der mehr oder weniger ein Abwechseln von Cánovas und Sagasta als Ministerpräsidenten mit sich brachte, wurde er selbst zu einem der führenden Vertreter der Konservativen Partei.
Am 5. Juli 1890 wurde er wiederum Innenminister in der fünften Regierung Cánovas del Castillo. Am 23. November 1891 trat er jedoch von diesem Amt zurück, nachdem sein alter politischer Gegner Romero Robledo in das Kabinett von Cánovas als Kolonialminister (Ministro de Ultramar) eintreten sollte.

### Vorsitzender der Konservativen Partei und zweifacher Ministerpräsident
In der Folgezeit war er zwischen 1894 und 1898 insbesondere Verfasser eines Programms für einen Neuen Konservativismus, das auf einer totalen Reform der Kommunalregierungen basierte, um die Vorherrschaft und den Einfluss einer Vetternwirtschaft zu vermeiden und gleichzeitig eine Grundlage für zukünftige Wahlen zu schaffen. Gleichzeitig versuchte er eine neue politische Moral als Teil der Reform einzuführen sowie diese Reform im Rahmen einer Regierungspolitik durchzusetzen, in dem er im August 1897 die Regentin Maria Christina von Österreich bat, ihn zur Durchführung seines konservativen Reformprojektes (Proyecto de Conservadurismo) zum Nachfolger des ermordeten Ministerpräsidenten Cánovas zu ernennen. Die Regentin lehnte diese Bitte jedoch ab und benannte statt seiner Kriegsminister Marcelo Azcárraga Palmero zum Nachfolger. Silvela wurde jedoch in Nachfolge von Cánovas unbestrittener Vorsitzender der Partido Conservador.
Am 4. März 1899 wurde er nach dem „Desaster“ von 1898 als Nachfolger von Sagasta schließlich erstmals selbst Ministerpräsident Spaniens (Presidente del Gobierno). In seinem bis zum 23. Oktober 1900 amtierenden Kabinett übernahm er zugleich bis zum 18. April 1900 das Amt des Außenministers (Ministro de Estado) und dann anschließend bis zum Ende seiner Amtszeit das Amt des Marineministers (Ministro de Marina). Zugleich berief er mit Innenminister Eduardo Dato Iradier sowie Schatzminister und Kolonialminister Raimundo Fernández Villaverde zwei aufstrebende Politiker in sein Kabinett, die später selbst Ministerpräsidenten werden sollten. Andererseits war seine Regierungszeit von mehreren politischen Krisen sowie Aufständen der Arbeiterbewegung geprägt. Zudem kam es zum Abschluss des Deutsch-Spanischen Vertrages von 1899, in dem das Deutsche Kaiserreich die Niederlage Spaniens im Spanisch-Amerikanischen Krieg von 1898 (erster Krieg um die „Neuaufteilung der Welt“) ausnutzte und Spanien mit einer Demonstration der Kriegsflotte zwang, die Karolinen, die Marianen und Palau gegen eine Entschädigung von 17 Millionen Mark zu überlassen. Diese Inseln sollten dem Deutschen Reich als Ausgangsbasis zu weiteren kolonialen Ausdehnungen dienen. Letztlich führte jedoch die Ernennung des früheren Gouverneurs von Kuba, Valeriano Weyler y Nicolau, zum Generalkapitän (Capitán General) von Madrid zum Rücktritt seiner Regierung.
Als Nachfolger von Sagasta wurde er sodann am 6. Dezember 1902 erneut Ministerpräsident und bildete eine bis zum 20. Juli 1903 amtierende Regierung der Nationalen Regeneration, in der er im Februar 1903 für eine Woche während der Abwesenheit des Amtsinhabers Antonio Maura Montaner auch wieder Innenminister war. In dieser Amtszeit bemühte er sich nochmals um die auf seinem Neuen Konservativismus beruhenden Sozial- und Kommunalreformen. Allerdings führten die Proteste der Arbeiterbewegung und der Studentenschaft gegen die Reformen sowie der Rücktritt von Schatzminister Fernández Villaverde schließlich zu seiner Amtsniederlegung und seinem weitestgehenden Rückzug aus dem politischen Leben.

### Schriftstellerische Tätigkeiten
Silvela de Le Villeuze war neben seiner politischen Arbeit auch als Schriftsteller und Journalist tätig und verfasste neben Artikeln in den führenden Tageszeitungen jener Zeit wie La Época, La Revista de España, El Imparcial und El Tiempo auch mehrere historische und rechtswissenschaftliche Bücher wie:
- La Filocalia, o arte de distinguir a los cursis de los que no lo son, 1868 (Die Philokalie oder Kunst der Unterscheidung der Kurse von denen die keine sind)
- Cartas de la Venerable Sor María de Agreda y El Señor Rey Don Felipe IV., 1885 (Briefwechsel zwischen der Ehrwürdigen María von Ágreda und König Philipp IV.)
- Sin Pulso. Periódico El Tiempo, 1898 (Ohne Puls. Artikel in der Zeitung El Tiempo)
- Escritos y discurcos políticos (Politische Schriften und Reden)

### Ehrenämter
Silvela wurde bereits 1862 Mitglied der Königlichen Akademie der Rechtswissenschaften und Gesetzgebung (Real Academia de Jurisprudencia y Legislación), deren Präsident er später von 1879 bis 1880, 1884, 1888 bis 1889 war.
Ferner war er Mitglied der Real Academia de Ciencias Morales y Políticas und nahm dort vom 1. Juni 1886 bis zu seinem Tod den Sessel 9 ein. An dieser Akademie hielt er außerdem folgende Festreden (Memento vom 8. Juni 2003 im Internet Archive):
- Principios capitales a que deben ajustarse en nuestra codificación civil la vida y modo de ser las personas morales (5. Juni 1887) (Grundlegende Prinzipien für unsere zivile Kodifikation im Leben und Wege zum Erreichen einer persönlichen Moral)
- Bentham: Sus trabajos sobre asuntos españoles – Expositor de su sistema en España (8. April 1894) (Bentham: Seine Arbeiten zu spanischen Themen – Ausstellung zu seinem System in Spanien)

Des Weiteren wurde er 1893 Mitglied der Real Academia Española, wo er bis zu seinem Tod den Sessel (Sillón) K einnahm. Zuletzt wurde er am 21. Januar 1898 auch noch Mitglied der Königlichen Historischen Akademie (Real Academia de la Historia).